# Bob Krieger
Bob Krieger (Alessandria d'Egitto, 7 settembre 1936 – La Romana, 7 maggio 2020) è stato un fotografo e scultore italiano.

## Biografia
Bob Krieger nacque in una famiglia apolide e cosmopolita, amante dell'arte. Il padre era un nobile prussiano ebreo che usava comunicare in lingua inglese, mentre la madre, siciliana che usava comunicare in lingua francese, era pronipote di Giuseppe Cammarano, pittore i cui affreschi si trovano anche nella Reggia di Caserta e nel Teatro San Carlo di Napoli. Durante l'infanzia ebbe come istitutrice Iolanda Margherita di Savoia, figlia di Vittorio Emanuele III di Savoia e principessa d'Italia, d'Etiopia e Albania, che dal 1946 visse in esilio ad Alessandria d'Egitto.
Il nome Bob fu un omaggio al padrino, il maggiore Bob Peel, pronipote del fondatore dei Bobbies inglesi.
A 23 anni incontrò in Egitto un fotografo tedesco che gli propose di divenire il suo assistente per fotografare le piramidi al Cairo. Fece un buon lavoro, al punto che il fotografo lo portò con sé come assistente fisso a Stoccarda, alla rivista di moda Elegante Welt. Nel 1967 andò a trovarlo sua zia Sara Krieger, nota come Nelly Krieger, modista di lusso a Milano, la quale, visto il suo modesto stipendio, gli consigliò di mettersi in proprio come fotografo. Sua zia fu il suo primo soggetto.
Krieger si trasferì quindi a Milano, dove iniziò la sua carriera di fotografo. In pochi anni si affermò professionalmente lavorando soprattutto nel mondo della moda e collaborando con alcune tra le più importanti griffe a livello internazionale, tra cui Armani, Valentino e Versace.
Il suo talento emerse soprattutto nell'arte del ritratto fotografico. Nel corso della sua lunga carriera fotografò i volti più noti dell'industria (tra cui Bill Gates, Marco Tronchetti Provera, Gianni Agnelli, Luca Cordero di Montezemolo, Lapo Elkann), della politica (Francesco Cossiga, Carlo Azeglio Ciampi, Silvio Berlusconi), dello spettacolo (Charlotte Rampling, Lang Lang, Rupert Everett, Zucchero Fornaciari, Roberto Bolle, Carla Fracci, Ermanno Olmi), della cultura (Carlo Bo, Indro Montanelli, Vittorio Sgarbi, Christian Barnard, Rita Levi Montalcini, Alberto Arbasino, Margherita Hack, Gillo Dorfles, Emilio Tadini), della moda (Giorgio Armani, Gianni Versace, Valentino, Ottavio Missoni, Miuccia Prada, Enzo Rosso) e dello sport (Roberto Baggio, Fabio Cannavaro, Filippo Inzaghi, Antonio Rossi, Jury Chechi). Fu il ritrattista ufficiale di Gianni Agnelli negli ultimi 10 anni della sua vita.
Fu corrispondente del New York Times Magazine per 8 anni, e collaborò per anni con testate internazionali quali Vogue, Esquire e Harper’s Bazaar, e le sue foto sono comparse tre volte sulla copertina di Time Magazine. Dal 1970 al 1975 fu direttore artistico di Bazaar Italia.
Negli ultimi anni Krieger estese la sua produzione all'arte contemporanea. 
Le sue opere sono state esposte in diverse mostre in Italia e all'estero, ad esempio all'Imago Art Gallery di Londra (2010) e al Palazzo Reale di Milano (2011).
Collaborò attivamente con la Comunità di San Patrignano dove realizzò alcune delle sue opere, ad esempio Victoria, scultura in legno presentata in anteprima al Salone del Mobile di Milano nel 2013.
Krieger era socio consigliere del Circolo Filologico Milanese.
Bob Krieger è morto nel maggio del 2020, a Santo Domingo, mentre era ospite in una villa di amici.

## Riconoscimenti
- 1991 - Medaglia d'oro del Comune di Milano.
- 2006 - Ambrogino d'oro del Comune di Milano.
- 2009 - Montblanc de La Culture Arts Patronage Award (vincitore per l'Italia)[7].
- 2009 - Premio Isimbardi della Provincia di Milano[8].
- 2014 - Abbraccio, conferitogli della Comunità di San Patrignano[9].

## Libri
- 1989 - Metamorfosi (Edizioni Syds Italia)
- 1998 - Anima nuda (Rusconi)
- 1999 - Cento ritratti d'Italia (Leonardo International)
- 2001 - Italiani giovani e grandi maestri (Leonardo International)
- 2002 - Italiani nel mondo del calcio (Leonardo International)
- 2003 - …Ad occhi chiusi!!! (Leonardo International)
- 2007 - Chic! & click (Leonardo International)
- 2009 - Profili (Serra Tarantola)
- 2009 - Una vita curiosa (Leonardo International)